# Soleret

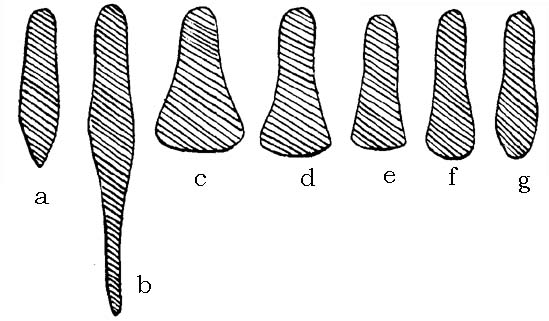
Évolution de la forme du soleret selon Wendelin Boeheim (1890) :
a) 1290-1390.
b) 1300-1490 (soleret « à la poulaine »).
c) 1500-1530 (soleret « en pied d'ours »).
d) 1530-1540 et e) 1540-1550 (solerets « demi pied d'ours »).
f) 1550-1560.
g) 1560-1590 (soleret « en bec de cane »).

Le soleret est une pièce d'armure protégeant le pied. 

## Histoire
Cette protection, à l'origine faite de mailles, s'agrémenta dès le XIIIe siècle de pièces de fer. Celles-ci étaient alors attachées grâce à des courroies ; mais, à partir de la fin du XIVe siècle, les progrès en matière de fabrication d'armures permirent de fabriquer des solerets entièrement en pièces de fer articulées entre elles, véritable chaussure de fer à l'aspect de carapace.

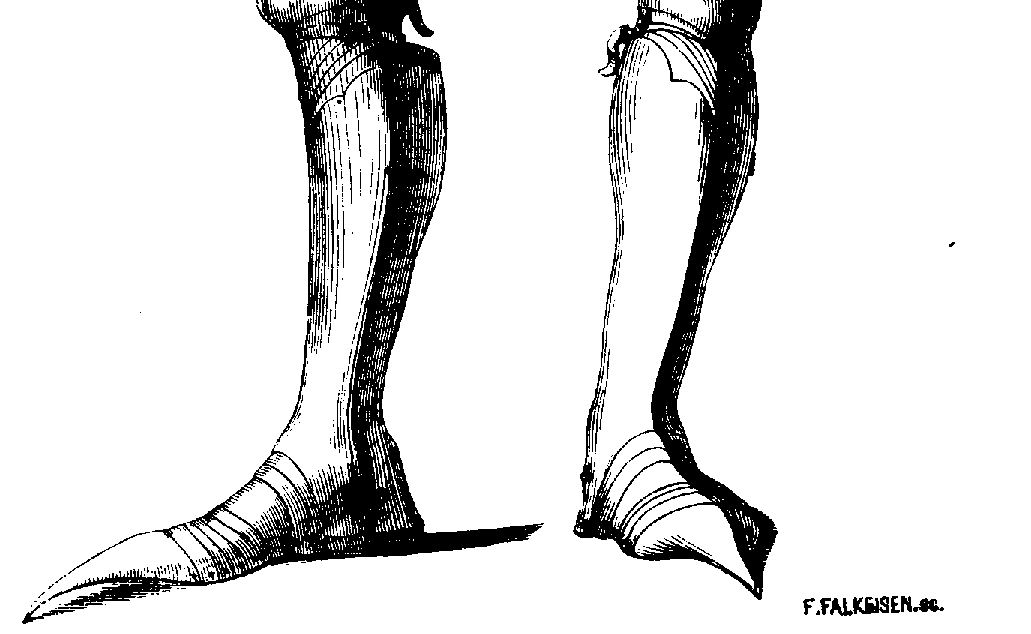
Solerets sur une armure gothique, montrant les poulaines courbées vers le bas.

Au début du XVe siècle, se répandit le soleret à poulaine, comportant, au-delà du pied, une longue pointe de fer se courbant vers le bas. La légende l'attribue à une difformité du pied de Foulque IV, comte d'Anjou, au début du XIe siècle, ou bien de celui de Henri II d'Angleterre, au XIIe siècle. En fait, cette forme s'inspire de la chaussure civile appelée pigace ou pigache, très à la mode au XIVe siècle mais connue depuis l'Antiquité. Cette forme devait aussi permettre au pied de mieux tenir dans l'étrier, mais elle gênait la marche à pied, aussi certains modèles de poulaines étaient-ils amovibles.
La longueur de la poulaine était strictement réglementée dans l'habillement civil et, on le suppose, également dans la version pour chaussures de guerre. Princes et ducs avaient droit à une chaussure mesurant deux fois et demie la longueur du pied lui-même (donc une poulaine faisant une fois et demie le pied) ; la haute aristocratie avait droit à deux fois la longueur du pied ; et les chevaliers à une fois et demie.
Par la suite vers la fin du XVe siècle, apparut le soleret en pied d'ours, dit aussi en gueule de vache, à l'extrémité aplatie, à la manière d'un museau de vache, et plus large que le reste de la chaussure. Là encore, la légende en attribue faussement l'origine aux six orteils de Charles VIII. Le « demi-pied d'ours », dit aussi demi-sabot, apparut peu après. Enfin, vers le milieu du XVIe siècle, le pied d'ours céda la place au soleret en bec de cane, dont l'extrémité semi-circulaire rappelle tout à fait les bottes ou les chaussures renforcées d'aujourd'hui. Ce soleret offrait l'avantage de bien tenir dans l'étrier sans entraver la marche contrairement à la poulaine.